# آنا جالينا
آنا جالينا (بالإيطالية: Anna Galiena)‏ هي ممثلة إيطالية، ولدت في 22 ديسمبر 1954 بروما في إيطاليا.

## أعمال

### أفلام
- (1992) خامون خامون
- (2014) صيف في بروفنس[4]

## وصلات خارجية
- آنا جالينا على موقع IMDb (الإنجليزية)
- آنا جالينا على موقع ألو سيني (الفرنسية)
- آنا جالينا على موقع أول موفي (الإنجليزية)
- آنا جالينا على موقع قاعدة بيانات الأفلام السويدية (السويدية)
- آنا جالينا على موقع قاعدة بيانات الفيلم (الإنجليزية)
- آنا جالينا على موقع كينوبويسك (الروسية)